# Olives noires de la vallée des Baux-de-Provence
 (mars 2023).
Les olives noires de la vallée des Baux-de-Provence sont protégées par une appellation d'origine contrôlée (AOC) depuis un décret pris par l'INAO, le 27 août 1997 et paru au Journal officiel n° 199, le 28 août 1997.

## Production
Elle s'étend sur les communes d'Arles, Aureille, Les Baux-de-Provence, Eygalières, Eyguières, Fontvieille, Lamanon, Maussane-les-Alpilles, Mouriès, Paradou, Saint-Martin-de-Crau, Orgon, Saint-Étienne-du-Grès, Saint-Rémy-de-Provence, Sénas et Tarascon.
Les oliveraies de la vallée des Baux-de-Provence sont implantées sur des sols calcaires, d’un PH eau voisin de 8.5, peu colorés ou caillouteux. On trouve cependant des sols moins caillouteux et plus profonds, sur lesquels des oliviers plus exigeants en humidité ont été plantés.
La seule variété admise est la grossane, qui doit être récoltée directement sur l’olivier.  Son calibre doit permettre de comptabiliser 35 fruits maximum à l’hectogramme.
Son aire géographique couvre 150 000  hectares avec une surface en production de 2 000 hectares. Cette zone est cultivée par 1 853 oléiculteurs qui apportent leur récolte (10 tonnes) à 3 confiseurs.
La densité de plantation doit être de 24 m2 par arbre avec 4 mètres minimum entre les arbres. Ce qui implique un rendement de 6 tonnes par hectare avec un maximum butoir de 8 tonnes par hectare pour des oliviers âgés de 5 ans minimum ayant subi au moins une taille tous les deux ans. L'irrigation est possible jusqu’à la date de véraison de chaque variété, Quant à la récolte, sa date est fixée chaque année par arrêté préfectoral. La livraison se fait aux confiseurs, qui se situent obligatoirement à l'intérieur de l'aire de production, en caisse à claire voie et ne doit pas excéder 48 heures maximum après la récolte.